# Afogadense Futebol Clube
Afogadense Futebol Clube é um clube brasileiro de futebol do município de Afogados da Ingazeira, em Pernambuco.
Depois de iniciar as suas atividades no ano de 2005 com um excelente desempenho na Copa Sertão, onde chegou ao vice campeonato e teve o melhor ataque com 24 gols em 12 partidas, e o centroavante da equipe Jacaré (Liemerson) como artilheiro do campeonato com 09 gols, a equipe passou por dificuldades financeiras. Com a perda do principal patrocinador.
Em 2007, a Federação Pernambucana de Futebol eliminou a equipe do Campeonato Pernambucano - Série A2 por não ter cumprido suas obrigações financeiras junto à CBF, referentes a taxa de licença para criação de Departamento de Futebol Profissional.

## Desempenho em Competições

### Campeonato Pernambucano - Série A2
| Ano  | Posição |
| 2006 | 10º     |
| 2007 | 14º     |
| 2008 | 3º      |
| 2009 | 4º      |
| 2010 | -       |
| 2011 | -       |
| 2012 | 7º      |

### Copa Pernambuco
| Ano  | Posição |
| 2008 | 13º     |

- Copa Sertão 2005: Vice-campeão e artilheiro do campeonato, Jacaré (Liemerson) com 9 gols.